# Sisyropa alypiae
Sisyropa alypiae là một loài ruồi trong họ Tachinidae.